# Yehuda Krinsky
Chaim Yehuda (Yudel) Krinsky (in ebraico יהודה קרינסקי‎?; Boston, 3 dicembre 1933) è un rabbino, mistico ed economista statunitense, ebreo ortodosso rinomato membro del movimento Chabad Lubavitch chassidico.
Ha servito per 40 anni in varie posizioni quale principale assistente del defunto Rebbe di Lubavitch, Rabbi Menachem Mendel Schneerson. È stato il rappresentante ufficiale del movimento e del rebbe, solo esecutore testamentario di quest'ultimo. Rabbi Krinsky ha inoltre amministrato le finanze di Chabad dopo la morte di Rabbi Chaim Mordechai Aizik Hodakov, capo del personale. È inoltre stato l'accompagnatore e l'autista personale del rebbe per molti anni. Secondo il Professor Avrum Erlich, "Krinsky è probabilmente l'individuo più potente dell'attuale movimento Chabad."

## Biografia
Krinsky è cresciuto a Dorchester (Massachusetts) ed è stato educato alla Boston Latin School. All'età di 12 anni, è stato mandato dai genitori a studiare alla Yeshiva Centrale Lubavitch di Brooklyn, dove è stato ordinato rabbino. Nel 1957 è entrato a far parte del personale di Schneerson.

## Attività
Alla fine degli anni 1980, Krinsky creò il Servizio Stampa Lubavitch. Fu incaricato di distribuire i discorsi del Rebbe in tutto il mondo via satellite.
Nel 1988, il Rebbe Lubavitcher iniziò a riorganizzare le strutture del movimento Chabad e pose Krinsky nuovamente quale dirigente dei tre Consigli d'amministrazione. Attualmente Krinsky è il Presidente della Merkos L'Inyonei Chinuch e di Machneh Israel, le due organizzazioni educative e di servizi sociali del movimento, e Segretario dell'organizzazione principale Agudas Chasidei Chabad, nonché direttore della casa editrice Kehot Publication Society.
Dopo che la moglie del Rebbe morì nel 1988, il Rebbe nominò Krinsky quale suo unico esecutore testamentario. Krinsky ha dato impulso all'espansione e costruzione di nuove scuole e ha incrementato lo sviluppo del movimento Chabad internazionalmente.
È stato inoltre molto attivo nell'organizzare il recupero di una grande biblioteca collegata al movimento, che è attualmente custodita dal governo russo: molti dei libri della biblioteca furono sequestrati al precedente Rebbe, Rabbi Yosef Yitzchak Schneersohn, durante la persecuzione Sovietica contro tutte le religioni, dopo la Rivoluzione Bolscevica. In questa causa, Krinsky ha ottenuto il supporto dell'attore Jon Voight e del politico Sam Brownback.

## Riconoscimenti
Krinsky è stato nominato dal giornale americano The Forward quale uno dei più influenti ebrei del 2005. È stato inoltre nominato dalla rivista Newsweek quale uno dei più importanti rabbini americani del 2007. Citato di nuovo come tale, dalla stessa rivista, per gli anni 2008 e 2009.; Nel 2010 è stato messo al primo posto da Newsweek nella rispettiva lista dei 50 rabbini più influenti degli Stati Uniti d'America.